# Passione (película)
Passione es un documental de 2010 dirigido por John Turturro. Fue filmado en Nápoles, Italia.

## Argumento
Passione muestra la rica herencia musical napolitana, rastreando sus influencias provenientes de culturas europeas y árabes, mientras aluden a la traducción de la canzone napoletana (canción napolitana). El documental incluye decenas de músicos contemporáneos que estás actualmente establecidos en la escena musical de la ciudad, incluyendo Pietra Montecorvino, James Senese, Peppe Barra, Fausto Cigliano y Rosario Fiorello.
También se explora la historia musical de la ciudad mediante archivos fotográficos y de artistas históricos tales como Enrico Caruso, Sergio Bruni, Massimo Ranieri y Renato Carosone.
Passione es la cuarta película de Turturro, quien es conocido principalmente por sus actuaciones en el cine y la televisión. Además de coescribir el guion, aparece en pantalla esporádicamente, haciendo de guía turístico, comentarista cultural y extra en algunos videos musicales. Las escenas fueron filmadas en la Iglesia de San Domenico Maggiore, Castel dell'Ovo, Castel Sant'Elmo y Solfatara.

## Recibimiento
El documental recibió críticas positivas. Según Rotten Tomatoes el 89% de los críticos profesionales le dieron una crítica positiva, con un promedio de 7,2 sobre 10.

## Música e intérpretes
- Carmela (Mina Mazzini)
- Vesuvio (Spakka - Neapolis 55)
- Era de maggio (Avion Travel and Mísia)
- I te vurria vasa' (Valentina Ok)
- Dicitencello vuje (Riccardo Ciccarelli)
- Malafemmena (Massimo Ranieri and Lina Sastri)
- Maruzzella (Gennaro Cosmo Parlato)
- Comme facette mammeta (Pietra Montecorvino, arreglos: Eugenio Bennato)
- Antica ninna nanna partenope (Don Alfonzo)
- 'O sole mio (Sergio Bruni, Massimo Ranieri)
- Bammenella (Angela Luce)
- Don Raffaè (Peppe Barra)
- Passione (James Senese)
- Nun te scurda' (Almamegretta con Raiz, Pietra Montecorvino)
- Tammurriata nera (Peppe Barra, Max Casella)
- Pistol Packing Mama (Al Dexter & His Troopers)
- Catari' (Fausto Cigliano)
- 'O sarracino/Caravan petrol (Fiorello, Max Casella, John Turturro)
- 'O sole mio (Renato Carosone, piano)
- 'A Vucchella (Enrico Caruso)
- Marechiare (Fernando De Lucia)
- Faccia Gialla (Enzo Avitabile, Bottari, Scorribanda)
- Canto delle lavandaie del Vomero (Daniela Fiorentino, Fiorenza Calogero, Lorena Tamaggio)
- Dove sta Zazà? (Pietra Montecorvino, Max Casella)
- Indifferentemente (Mísia)
- Sangh'e (James Senese)
- Napule è (Pino Daniele)